# 呂姆利希河
47°02′22″N 8°09′00″E / 47.03931°N 8.15001°E
呂姆利希河是瑞士的河流，位於該國中部，流經盧塞恩州，屬於小埃默河的右支流，河道全長18.5公里，流域面積64.6平方公里，發源自米塔居普菲山北坡，河口處在韋滕施泰因。